# Joseph Xaver von Stutterheim
Joseph Xaver von Stutterheim (Uničov, 19 giugno 1764 – Leopoli, 21 luglio 1831) è stato un militare austriaco. In particolare, fu attivo durante le guerre rivoluzionarie francesi e le guerre napoleoniche.

## Biografia
Nato a Uničov in Moravia nel 1764. Aveva un fratello, Franz, anch'egli divenuto un militare decorato. Entrò nell'Accademia Militare Teresiana di Wiener-Neustadt nel 1772 e ne uscì nel 1783. Ottenne la promozione a tenente durante la guerra contro i turchi nel 1789 diventando primo tenente del reggimento nello stesso anno e capitano dello stato maggiore nell'aprile 1794. Si distinse in alcune azioni in Germania durante il 1794 a Deidesheim. Partecipò come maggiore alla campagna d'Italia del 1799, come tenente colonnello a quella del 1805, come colonnello a quella del 1809. Fu nominato maggiore generale il 24 maggio 1809 dall'arciduca Carlo per i meriti nella battaglia di Aspern-Essling.
Raggiunse il punto più alto della carriera militare in seguito alla campagna d'Italia del 1813-1814, dove dimostrò al meglio le sue doti militari. Nominato maggior generale nel maggio 1813, venne lui affidata una delle brigate che componevano l'esercito del generale Hiller. Con i suoi granatieri combatté valorosamente a Caldiero e sul Mincio. Per il valore dimostrato contro le truppe del principe Eugenio, ricevette assieme al generale Merville, la Croce di Cavaliere dell'Ordine militare di Maria Teresa un mese dopo la battaglia. L'anno seguente, divenuto tenente feldmaresciallo, comandò una divisione all'interno del corpo d'armata dell'arciduca Ferdinando d'Este. In questo contesto, riuscì ad espugnare nell'agosto 1815 la fortezza di Auxonne, i cui uomini rifiutavano le condizioni della resa francese, ossia ritirarsi verso la Loira.
Assieme ai figli del defunto fratello, venne elevato al rango nobiliare nel 1819 e divenne membro del Consiglio aulico il 2 gennaio 1824, carica in cui contribuì notevolmente all'organizzazione dell'esercito. Poco dopo, nominato comandante generale in Galizia, fu colpito dall'epidemia di colera che si era diffusa in Austria attraverso la Russia. Morì a causa della malattia a Leopoli il 24 luglio 1831.